# Amartoma del tuber cinereum
L'amartoma del tuber cinereum è un tumore benigno caratterizzato dall'accumulo disorganizzato di neuroni e cellule gliali a livello del tuber cinereum dell'ipotalamo, localizzato sul pavimento del III ventricolo. Si tratta di una malformazione congenita, inclusa nello spettro delle eterotopie della sostanza grigia. Si sviluppa durante l'embriogenesi, tipicamente tra il 33º e il 41º giorno di gestazione. Le dimensioni del tumore vanno da 1 a 3 cm di diametro, con un valore medio che si avvicina maggiormente al limite inferiore di questo intervallo. La sua prevalenza si stima attorno ad uno su un milione di individui.

## Segni e sintomi

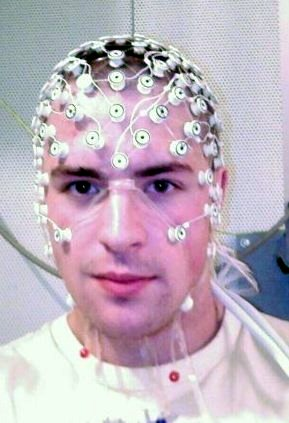
Si utilizza l'elettroencefalogramma per individuare l'origine dell'attività elettrica che determina la crisi gelastica

La presentazione classica è l'epilessia gelastica o della risata, un disturbo caratterizzato da attacchi di risate involontarie con irritabilità a intervalli e umore depresso. Il tumore può essere associato ad altri tipi di convulsioni, nonché a pubertà precoce e disturbi comportamentali. L'epilessia gelastica è stata più classicamente associata a lesioni sessili e pubertà precoce, riportate con morfologia peduncolata. Studi epidemiologici più recenti hanno riscontrato che queste associazioni sono meno coerenti, poiché l’epilessia gelastica risulta predominante nella maggior parte dei pazienti indipendentemente dalla morfologia. 
Gli amartomi ipotalamici si riscontrano nel 33% dei pazienti con pubertà precoce vera. L'eziologia di questa relazione non è chiara, ma in alcuni casi si sospetta che sia dovuta ad una secrezione non fisiologica di GnRH . È stato anche segnalato un caso di amartoma CRH-secernente, che determinava un'eccessiva produzione di ACTH .
Le convulsioni spesso iniziano quando i pazienti sono giovani, sebbene gli studi abbiano dimostrato anche l'esordio in età adulta. Sono state teorizzate molte cause dell'epilessia, con l'EEG che spesso trova l'amartoma stesso come fonte di attività elettrica o focus epilettogeno . Con le convulsioni croniche, può svilupparsi un declino cognitivo, che può manifestarsi come scarso rendimento scolastico, QI ridotto o socializzazione limitata. Altri sintomi di questo tipo di tumore includono disturbi visivi, come la comparsa di movimento a partire da un oggetto fermo o una percezione inappropriata del colore dell'intero campo visivo.

### Condizioni associate
L'amartoma del tuber cinereum può essere associato alla sindrome di Pallister-Hall, la cui diagnosi è caratterizzata da molteplici malformazioni, tra cui la polidattilia e l'ano imperforato . I sintomi neurologici sono meno gravi nel Pallister-Hall rispetto ai casi isolati di amartoma.

## Diagnosi

### Reperti anatomici e di imaging

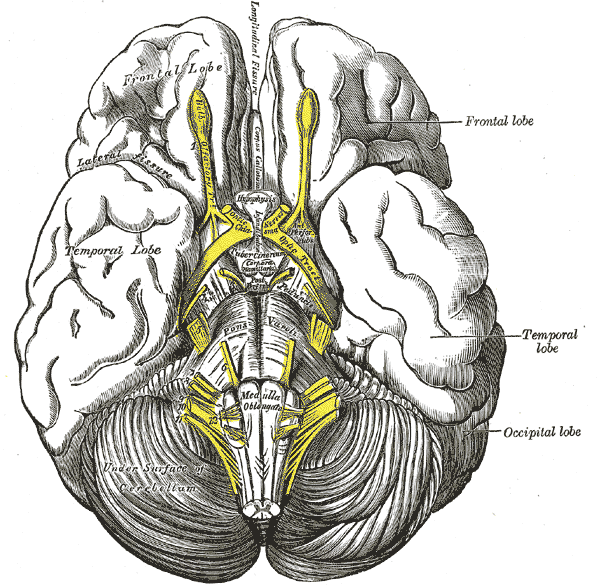
La massa si trova solitamente nel tuber cinereum dell'ipotalamo.

Il tumore è difficile da individuare mediante TC a causa della diminuita sensibilità della scansione a livello della sella turcica . La risonanza magnetica è la modalità di imaging primaria per il rilevamento, poiché la lesione ha un'intensità di segnale simile alla materia grigia e non è evidenziata dal contrasto. La mancanza di miglioramento è una caratteristica importante dell'imaging che aiuta a distinguere il tumore da masse simili riscontrabili in questa regione. Questi includono tumori a cellule germinali, granulomi dell'istiocitosi a cellule di Langerhans e astrocitomi ipotalamici, poiché queste lesioni di solito mostrano una captazione almeno parziale del contrasto.

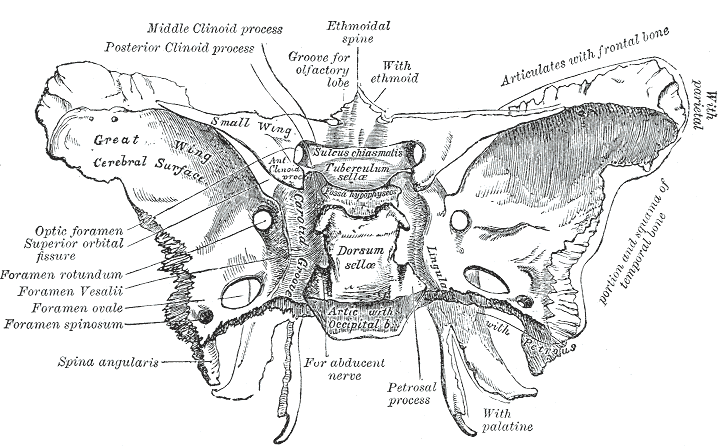
L'approccio chirurgico per la rimozione è transfenoidale alla base del cranio.

La terapia ormonale soppressiva con agonisti dei recettori dell'ormone luteinizzante come la leuprorelina può essere utilizzata per trattare la componente convulsiva e è efficace nella maggior parte dei pazienti.
La chirurgia viene offerta in caso di fallimento della terapia medica o di rapida crescita della lesione, con opzioni specifiche tra cui la termocoagulazione stereotassica, la radiochirurgia con gamma knife e la resezione fisica mediante microchirurgia transfenoidale . La risposta alla chirurgia è in genere migliore quando l'EEG ha riscontrato che il focus della crisi ha origine all'interno o in prossimità della massa. La posizione specifica della lesione rispetto all'ipofisi e all'infundibolo e l'entità del disturbo ormonale alla presentazione possono aiutare a prevedere il rischio di ipopituitarismo dopo l'intervento.
Nella serie TV Prison Break, Sara Tancredi dice a Michael Scofield di soffrire di amartoma del Tuber cinereum alla fine del decimo episodio della stagione 4. 
Menzionato in Royal Pains (quinta stagione): a un paziente adulto viene diagnosticata la malattia dopo aver descritto quelle che chiama "risatine da chiesa" e la pubertà precoce. 
Nel dramma medico Grey's Anatomy (" Put Me In, Coach "), un paziente con un "tumore HH" si rivolge al dottor Derek Shepherd.